# Черкассы (Уфимский район)
Черка́ссы (баш. Черкассы) — село в Уфимском районе Башкортостана, административный центр Черкасского сельсовета.

## Географическое положение
Расстояние до:
- районного центра (Уфа): 35 км,
- ближайшей ж/д станции (Черниковка): 20 км.

## Население
| 2002 | 2009 | 2010 |
| ---- | ---- | ---- |
| 645  | ↗657 | ↗710 |

Национальный состав
Согласно переписи 2002 года, преобладающая национальность — русские (70 %).

## Известные уроженцы
- Вершинин, Владимир Ильич (род. 1 января 1938) — техник-технолог ОАО «Салаватнефтеоргсинтез», Заслуженный химик БАССР[5].